# 테일러 프라이
테일러 프라이(Taylor Fry, 1981년 8월 1일 ~ )는 미국의 배우, 텔레비전 배우, 영화배우이다.
샌머테이오에서 태어났다.

## 영화
- 소공녀 (1995년) - 라비니아 역
- 노스 (1994년)
- 야성의 절규 (1991년)
- 다이 하드 (1988년)